# Вральман
Ада́м Ада́мович Вра́льман — один из персонажей комедии Дениса Ивановича Фонвизина «Недоросль» (опубл. 1783), невежественный немецкий кучер, поступивший на службу к русским помещикам Простаковым в качестве гувернёра их сына-недоросля Митрофанушки.
В дальнейшем в российской культуре слово «вральман» стало нарицательным именем хвастуна и лгуна.

## Литературный образ
Этимологически фамилия Вральман состоит из двух частей и образована от русского слова враль — врун, лгун и немецкого слова Mann — человек. В Германии такая фамилия не встречается, близкими по звучанию являются фамилии Вальман и Ральман. Русское написание с одним «н» на конце, а не с двумя отвечает немецко-русской практической транскрипции.
Задача Вральмана в доме Простаковых заключается в том, чтобы учить Митрофанушку «по-французски и всем наукам». В отличие от других наставников недоросля — Кутейкина и Цыфиркина, находится на особом положении и получает жалование, равное трёмстам рублям в год. Являясь кучером (по словам Стародума, персонажа комедии) и не зная ни французского языка, ни каких-либо наук, Вральман получил место гувернёра благодаря нескольким обстоятельствам:
- он является иностранцем;
- им довольна госпожа Простакова («мы им довольны»), поскольку, не мучая Митрофанушку занятиями, бережёт его здоровье («робёнка он не неволит»);
- единодушен с Простаковой относительно воспитания Митрофанушки, поскольку считает, что у того слабая голова («А фить калоушка-то унефо караздо слапе прюха…») и неучёный, но здоровый гораздо лучше, чем мёртвый, но «премудрый», как «Аристотелису», также полагает, что грамота не нужна для выхода в светский мир («Как путто пы россиски тфорянин уш и немог ф сфете аванзировать пез россиской крамат!»).

Вральман имеет сложные отношения с Кутейкиным и Цыфиркиным, которые, в отличие от него, имеют хоть какую-то образованность. Это в итоге выливается в донос Простаковой на них.
Несмотря на свою говорящую фамилию, Вральман обманывает и ведёт себя нагло не из-за своей природной сущности, а из-за жизненных обстоятельств или по необходимости. Так, по причине продолжительных (три месяца) поисков работы кучером и угрозы умереть от голода Вральман назвал себя учителем.
Фонвизин отводил Вральману место второстепенного персонажа, задачей которого было выступить отражением лени Митрофанушки и невежества Простаковой, а также наглядно показать ущербность тогдашней моды на гувернёров-иностранцев, которые как и Вральман, не имели должного образования и были мошенниками. Незначимость Вральмана по сравнению с другими персонажами видна в частоте появлений в комедии (конец третьего и конец пятого действий, хотя и упоминается в первом действии), как и его неучастие в интригах.
После Фонвизина образ невежественного иностранного гувернёра станет классическим для русской комедии. Литературовед К. В. Пигарёв считает, что внимания заслуживает такое обстоятельство, как то, что "Вральмана наняли в Москве. Простакова говорит Правдину: «В Москве же приняли иноземца на пять лет и, чтоб другие не сманили, контракт в полицию заявили…». Это важно, поскольку согласно действовавшему с середины XVIII века императорскому указу все иностранцы, которые выразили желание работать гувернёрами и выступить в качестве содержателей пансионов, обязаны были в срочном порядке сдавать квалификационные экзамены в Московском университете или же в Санкт-Петербургской академии наук. Если же кто-то нанимал гувернёра-иностранца, не имевшего необходимого аттестата, то это наказывалось штрафом. Отсюда можно сделать вывод, что Простакова наняла Вральмана в нарушение действующего законодательства, а полиция, в свою очередь, не выполняет должным образом возложенных на неё обязанностей. Причём Фонвизин пытается донести мысль о том, что невежественный гувернёр приведёт своего воспитанника к духовному разложению, хотя при правильном обучении должен вырастить из него человека с высокими добродетелями и наличием гражданских доблестей.

## Примеры использования
— Коли мы на четыре двора больше одной лошади найдём, — извольте меня вральманом обозвать (П. Д. Боборыкин. Из новых, 2, 2).